# Alan Smith (fodboldspiller, født 1962)
 For alternative betydninger, se Alan Smith. (Se også artikler, som begynder med Alan Smith)
Alan Martin Smith (født 21. november 1962 i Bromsgrove, England) er en tidligere engelsk fodboldspiller, der spillede som angriber. Han var på klubplan tilknyttet Leicester City og Arsenal. Hans tid hos Arsenal var succesfuld, og han var blandt andet med til at vinde to engelske mesterskaber og Pokalvindernes Europa Cup i 1994. I sidstnævnte blev Smith matchvinder i finalen mod italienske Parma, som Arsenal besejrede 1-0 i Parken i København.
Smith blev desuden noteret for 13 kampe og to scoringer for Englands landshold, som han repræsenterede ved EM i 1992 i Sverige.
Han er kommentator i computerspillet FIFA.

## Titler
First Division
- 1989 og 1991 med Arsenal F.C.

FA Cup
- 1993 med Arsenal F.C.

Football League Cup
- 1993 med Arsenal F.C.

Charity Shield
- 1991 med Arsenal F.C.

Pokalvindernes Europa Cup
- 1994 med Arsenal F.C.